# یونگه ولت
یونگه ولت (آلمانی: Junge Welt) به معنی «دنیای جوان» یک روزنامه آلمانی است که در برلین منتشر می‌شود. این روزنامه با (گرایش سیاسی) چپ و مارکسیسم شناخته می‌شود. مقامات آلمانی این روزنامه را در ردیف سیاست‌های چپ تندرو علیه قانون اساسی دسته‌بندی می‌کنند.

## تاریخچه و مشخصات
یونگه ولت اولین بار در ۱۲ فوریه ۱۹۴۷در بخش اروپای شرقی شهر برلین منتشر شد. این روزنامه در ۱۲ نوامبر ۱۹۴۷به روزنامه رسمی شورای مرکزی (زنترالات) جوانان آزاد آلمان (اف.دی. جی)، سازمان کمونیستی جوانان تبدیل شد. با شمارگان روزانه ۱/۳۸ میلیون، یونگه ولت بیشترین شمارگان را در بین روزنامه‌های دیگر در جمهوری دموکراتیک آلمان داشت، حتی بالاتر از ارگان رسمی حزب کمونیست آلمان جدید.